# Zamalek
Zamalek (in arabo زمالك‎?, Zamālek) è un esclusivo distretto del centro de Il Cairo che occupa la parte nord dell'isola di Gezira sul Nilo. L'isola è, attualmente, collegata alle rive del fiume da quattro ponti su ciascun lato, e fra questi il Qasr al-Nil e il 6 di Ottobre. 

È stata testimone di molte fasi di sviluppo che hanno portato alla edificazione di gran parte delle aree verdi dell'isola, tra cui grandi riduzioni delle aree verdi aperte del distretto di Zamalek, ma con una grande zona verde nella parte centrale dell'isola che delimita i due distretti.

## Panoramica
Zamālek, assieme a Garden City, Eliopolis, Maadi (Maʿādī) e Muhandisīn, è uno dei distretti residenziali della Grande Cairo.
Le tranquille strade alberate e i condomini e le ville del XIX secolo fanno di questo uno dei luoghi più attraenti della città in una zona residenziale privilegiata per molti degli europei residenti al Cairo. È anche sede di numerosi ristoranti, bar e caffè, tra cui i tradizionali ahwas a cielo aperto. L'area dell'isola di Gezira è culturalmente attiva: vi hanno sede gallerie e musei d'arte, tra cui il Museo della ceramica islamica e due dei maggiori teatri musicali de Il Cairo, lo spazioso Teatro dell'Opera e la sala del centro El Sawy Culture Wheel.
Zamalek, durante l'occupazione britannica dell'Egitto era la sede del Sirdar, che era il comandante in capo britannico dell'Esercito egiziano. L'edificio, chiamato Sirdariyya, era costituito da tre blocchi, ed era anche la sede dell'intelligence militare britannica in Egitto.

## Storia
Sotto Isma'il Pascià l'isola era chiamata Jardin des Plantes (Giardino delle piante), in funzione della grande collezione di piante esotiche provenienti da ogni parte del mondo. L'architetto e paesaggista francese De la Chevalerie progettò il giardino e le serre. Sulla parte occidentale dell'isola fu costruito un chiosco per la gestione dei servizi, sostituito nel 1869 dal Gezirah Palace, una magione estiva a forma di U, disegnata da Julius Franz e decorata da Carl von Diebitsch. Il palazzo venne costruito e usato per la prima volta da ospiti che si occupavano dell'apertura del Canale di Suez nel 1869. L'imperatore Francesco Giuseppe I d'Austria e l'imperatrice Eugénie furono ospitati nel palazzo. Oggi il Gezira Palace è la parte centrale del Cairo Marriott Hotel, la cui terrazza è un teatro all'aperto sul Nilo.
Tra gli altri palazzi costruiti a Zamalek figurano il Prince Sa'id Toussoun's palace, oggi parte del Consiglio dei Ministri d'Egitto, e il Palazzo del Principe ʿAmr Ibrahim (1924), che oggi ospita il Museo della ceramica islamica. Nel 1882 venne costruito il Gezira Sporting Club nella parte sud dell'isola. Successivamente, il capitano britannico Stanley Smyth Flower vi costruì un giardino acquatico, chiamato "Grotto Garden", in cui inserì una rara collezione di pesci africani.
Molte figure di primo piano hanno abitato a Zamālek; fra queste la popolarissima cantante Umm Kulthum, Muḥammad ʿAbd al-Wahhāb, ʿAbd al-Ḥalīm Ḥāfiẓ e Suʾād Ḥosni.

## Demografia
Nel 2010 vi risiedevano circa 420.000 abitanti.

## Architetture
- Gezira Sporting Club (1882), il più antico club sportivo d'Egitto.[6]
- Cairo Tower (1960), la più alta costruzione in calcestruzzo d'Egitto, sita nelle vicinanze del Gezira Sporting Club.[7]
- Cairo Opera House (1988), costruita vicino alla Torre, uno dei più bei teatri del Medio Oriente.[8]
- El Sawy culturewheel Centre (2003), situato nei pressi del ponte 15 maggio a Zamalek, uno dei più importanti luoghi di interesse culturale in Egitto.[9]
- Museo della ceramica islamica[10]
- Facoltà di Belle Arti [1908]
- Safir Hotels & Resorts
- Pakistan International School of Cairo
- Cattedrale di Tutti i Santi

## Sport
Al quartiere è legato il nome dello Zamalek Sporting Club, società calcistica tra le più titolate d'Egitto.